# República Socialista da Croácia
A República Socialista da Croácia (em servo-croata: Socijalistička Republika Hrvatska / Социјалистичка Република Хрватска), comumente abreviada como RS da Croácia e referida simplesmente como Croácia, foi uma república constituinte e estado federado da República Socialista Federativa da Iugoslávia. Por sua constituição, a atual Croácia é sua continuação direta.
Junto com outras cinco repúblicas iugoslavas, a Croácia foi formada durante a Segunda Guerra Mundial e se tornou uma república socialista após a guerra. Teve quatro nomes oficiais completos durante seus 48 anos de existência (veja abaixo). Em termos de território e população, foi a segunda maior república da Iugoslávia, depois da República Socialista da Sérvia.
Em 1990, o governo desmantelou o sistema de governo de partido único – instalado pela Liga dos Comunistas – e adotou uma democracia multipartidária. O governo recém-eleito de Franjo Tuđman levou a república em direção à independência, separando-se formalmente da Iugoslávia em 1991 e contribuindo assim para sua dissolução.

## Nomes
A Croácia tornou-se parte da federação iugoslava em 1943, após a Segunda Sessão do AVNOJ e por meio das resoluções do ZAVNOH, o órgão deliberativo da Croácia em tempos de guerra. Foi oficialmente fundado como Estado Federal da Croácia (em croata: Federalna Država Hrvatska, FD Hrvatska)  em 9 de maio de 1944, na 3ª sessão do ZAVNOH. A Iugoslávia, então chamada de Iugoslávia Democrática Federal (Demokratska Federativna Jugoslavija, DFJ), não era um estado constitucionalmente socialista, nem mesmo uma república, em antecipação à conclusão da guerra, quando essas questões foram resolvidas. Em 29 de novembro de 1945, a Iugoslávia Democrática Federal se tornou a República Popular Federal da Iugoslávia (Federativna Narodna Republika Jugoslavija, FNRJ), uma República Popular socialista. Assim, o Estado Federal da Croácia tornou-se a República Popular da Croácia (Narodna Republika Hrvatska, NR Hrvatska).
Em 7 de abril de 1963, a República Popular Federal da Iugoslávia (RPFI) foi renomeada para República Socialista Federativa da Iugoslávia (RFSI). A Iugoslávia (e, portanto, a Croácia) abandonou gradualmente o stalinismo após a ruptura entre Tito e Stalin em 1948. Em 1963, a República Popular da Croácia também se tornou a República Socialista da Croácia.
Em 22 de dezembro de 1990, uma nova Constituição foi adotada, sob a qual a República Socialista da Croácia foi simplesmente renomeada como República da Croácia. Foi sob esta constituição que a Croácia se tornou independente em 25 de junho de 1991.
A república é comumente chamada simplesmente de Croácia.

## Estabelecimento

### Segunda Guerra Mundial

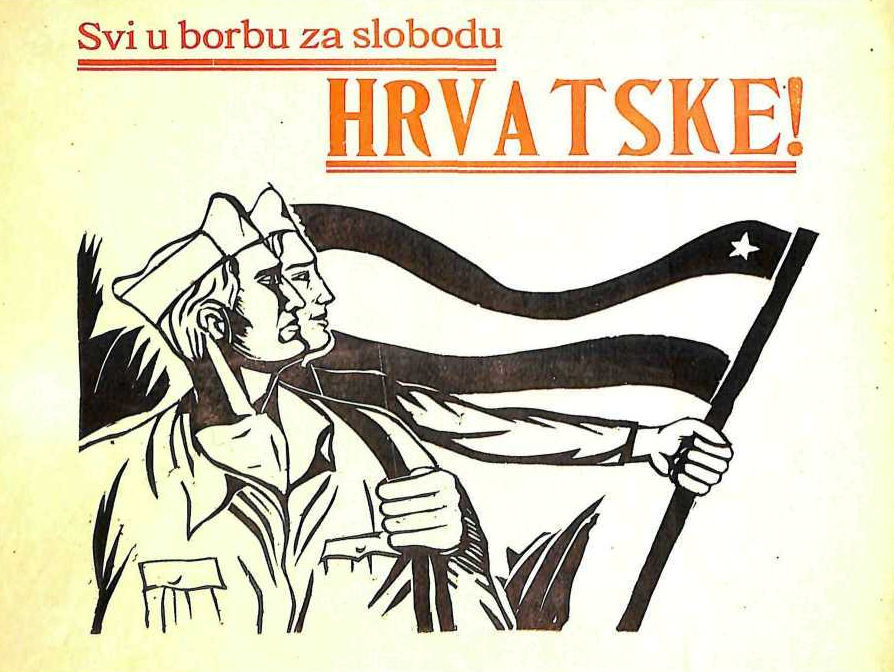
"Todos na luta pela liberdade da Croácia", cartaz partisan da Segunda Guerra Mundial.

Nos primeiros anos da guerra, os guerrilheiros iugoslavos na Croácia não tiveram apoio considerável dos croatas, com exceção dos croatas na região croata da Dalmácia. A maioria dos guerrilheiros no território da Croácia eram sérvios croatas. Entretanto, em 1943, os croatas começaram a se juntar aos guerrilheiros em números maiores. Em 1943, o número de guerrilheiros croatas na Croácia aumentou, então em 1944 eles representavam 61% dos guerrilheiros no território do Estado Independente da Croácia, enquanto os sérvios representavam 28%; todas as outras etnias representavam os 11% restantes. 
Em 13 de junho de 1943, em Otočac, Lika, guerrilheiros croatas fundaram o ZAVNOH (Conselho Nacional Antifascista de Libertação Popular da Croácia), um órgão legislativo da futura república croata dentro da Iugoslávia. Seu primeiro presidente foi Vladimir Nazor. Os guerrilheiros croatas tinham autonomia, assim como os guerrilheiros eslovenos e macedônios. Entretanto, em 1º de março de 1945, eles foram colocados sob o comando do Comando Supremo do Exército Iugoslavo, perdendo assim sua autonomia. Os partisans da Sérvia e da Bósnia e Herzegovina não tinham essa autonomia. 
Devido às vitórias dos guerrilheiros e ao aumento do território ocupado pelos guerrilheiros, o AVNOJ decidiu realizar a segunda sessão em Jajce no final de novembro de 1943. Nessa sessão, a liderança comunista iugoslava decidiu restabelecer a Iugoslávia como um estado federal. 

### Criação
Em 29 de novembro de 1945, a Assembleia Constituinte Iugoslava realizou uma sessão onde foi decidido que a Croácia seria acompanhada por outras cinco repúblicas da Iugoslávia: Eslovênia, Bósnia e Herzegovina, Montenegro, Sérvia e Macedônia. Pouco tempo depois, o Partido Comunista começou a processar aqueles que se opunham ao sistema comunista de partido único. Em 30 de janeiro de 1946, a Assembleia Constituinte ratificou a Constituição da República Popular Federal da Iugoslávia.  A Croácia foi a última das repúblicas a criar sua própria constituição, que era praticamente a mesma que as constituições federal e de outras repúblicas. A Constituição da República Popular da Croácia foi adotada pelo Parlamento Constituinte da República Popular da Croácia em 18 de janeiro de 1947.  Nas suas constituições, todas as repúblicas foram privadas da possibilidade de obter a independência. 
As repúblicas tinham apenas autonomia formal; inicialmente, a Iugoslávia comunista era um estado altamente centralizado, baseado no modelo soviético . Os dirigentes do Partido Comunista eram, ao mesmo tempo, funcionários do Estado, enquanto o Comitê Central do Partido era de jure, o órgão máximo do partido; no entanto, as principais decisões eram tomadas pelo Politburo. Os governos das repúblicas eram apenas parte do mecanismo que executava as decisões do Politburo. 

### Eleição

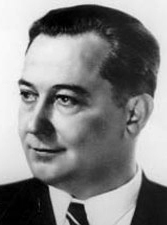
Ivan Šubašić, primeiro-ministro da Iugoslávia no exílio e membro proeminente do Partido Camponês Croata.

Na Iugoslávia do pós-guerra, os comunistas travaram uma luta pelo poder com a oposição que apoiava o Rei Pedro II. Milan Grol era o líder da oposição; como figura principal da oposição, ele se opôs à ideia de um estado federal, negou o direito dos montenegrinos e macedônios de terem suas repúblicas e sustentou que um acordo entre Tito e Ivan Šubašić garantia que a oposição precisava ter metade dos ministros no novo governo.  O Partido Camponês Croata (HSS), parte da oposição, dividiu-se em três ramos: um apoiando os Ustaše, o outro apoiando os comunistas e o terceiro apoiando Vladko Maček.  No entanto, os comunistas tinham a maioria no parlamento e o controlo sobre o exército, deixando a oposição sem qualquer poder real.  Šubašić tinha seus próprios apoiadores dentro do HSS e tentou unir o partido mais uma vez, acreditando que, uma vez unido, seria um importante fator político no país. O Partido Republicano Camponês Croata, um partido separado do HSS, queria entrar na Frente Popular, uma organização suprapolítica controlada pelo Partido Comunista da Iugoslávia. Šubašić sabia que isso colocaria o HSS sob o controle dos comunistas e encerrou as negociações sobre a unificação. 
Na campanha eleitoral, os partidos de oposição queriam se unir ao Partido Radical Sérvio e outros partidos; no entanto, as atividades comunistas, usando vários artifícios, arruinaram seus planos. Em 20 de agosto de 1945, Grol renunciou e acusou os comunistas de violar o acordo Tito-Šubašić. O próprio Šubašić também foi forçado a renunciar no final de outubro, pois também se desvinculou de Tito. Logo, os comunistas venceram a eleição. Eles obtiveram uma maioria absoluta no parlamento, o que lhes permitiu criar a sua própria forma de Iugoslávia. 

## Política e governo

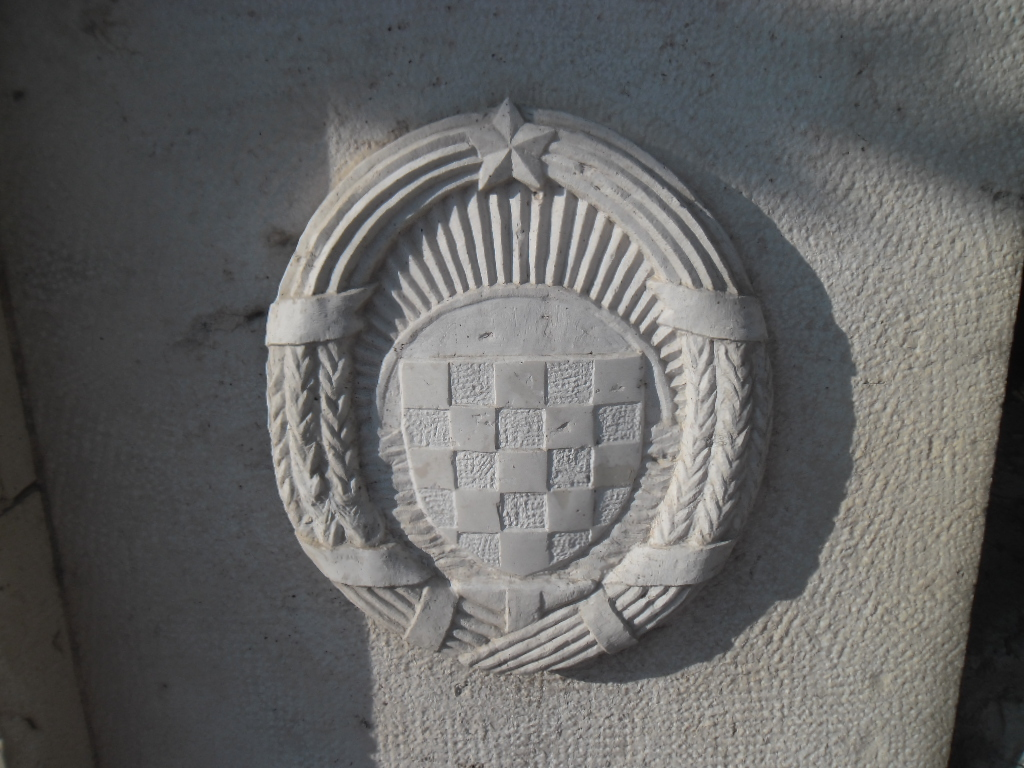
Brasão de armas da República Socialista da Croácia

A República Popular da Croácia adotou sua primeira Constituição em 1947. Em 1953, foi publicada a "Lei Constitucional sobre os Fundamentos da Organização Social e Política e sobre os Órgãos Republicanos de Autoridade", na verdade uma constituição completamente nova. A segunda (tecnicamente terceira) Constituição foi adotada em 1963; ela mudou o nome da República Popular da Croácia (NRH) para República Socialista da Croácia (SRH). Grandes emendas constitucionais foram aprovadas em 1971, e em 1974 seguiu-se uma nova Constituição da RS da Croácia, que enfatizou a condição de estado croata como uma república constituinte da RSFI. Todas as constituições e emendas foram adotadas pelo Parlamento da Croácia (em croata: Sabor). Após as primeiras eleições parlamentares multipartidárias realizadas em abril de 1990, o Parlamento fez várias alterações constitucionais e retirou o prefixo "socialista" do nome oficial, de modo que a "República Socialista da Croácia" se tornou simplesmente "República da Croácia" (RH).  Em 22 de dezembro de 1990, o Parlamento rejeitou o sistema comunista de partido único e adotou uma democracia liberal através da Constituição da Croácia.  Foi sob esta Constituição que a independência seria proclamada em 25 de junho de 1991 (após o referendo de independência da Croácia realizado em 19 de maio de 1991).
De acordo com o Art. 1.2 da Constituição Croata de 1974, a República Socialista da Croácia foi definida como "um estado nacional do povo croata, o estado do povo sérvio na Croácia e o estado de outras nacionalidades que vivem nele".
| 1947–1953 | Órgãos de autoridade estatal | Órgãos da administração estatal | Órgãos da administração estatal | Órgãos da administração estatal | Órgãos da administração estatal | Órgãos da administração estatal | Órgãos da administração estatal |                            |                            |                            |
| 1947–1953 | Parlamento                   | Parlamento                      | Parlamento                      | Presidium do Parlamento         | Governo                         | Governo                         | Governo                         | Governo                    | Governo                    | Governo                    |
| 1953–1971 | Parlamento                   | Conselho Executivo              | Conselho Executivo              | Conselho Executivo              | Administração da República      | Administração da República      | Administração da República      |                            |                            |                            |
| 1971–1974 | Parlamento                   | Parlamento                      | Parlamento                      | Presidência do Parlamento       | Conselho Executivo              | Conselho Executivo              | Conselho Executivo              | Administração da República | Administração da República | Administração da República |
| 1974–1990 | Parlamento                   | Parlamento                      | Parlamento                      | Presidência da República        | Conselho Executivo              | Conselho Executivo              | Conselho Executivo              | Administração da República | Administração da República | Administração da República |
| 1990–1991 | Parlamento                   | Parlamento                      | Parlamento                      | Presidente                      | Governo                         | Governo                         | Governo                         |                            |                            |                            |

### Período Tito

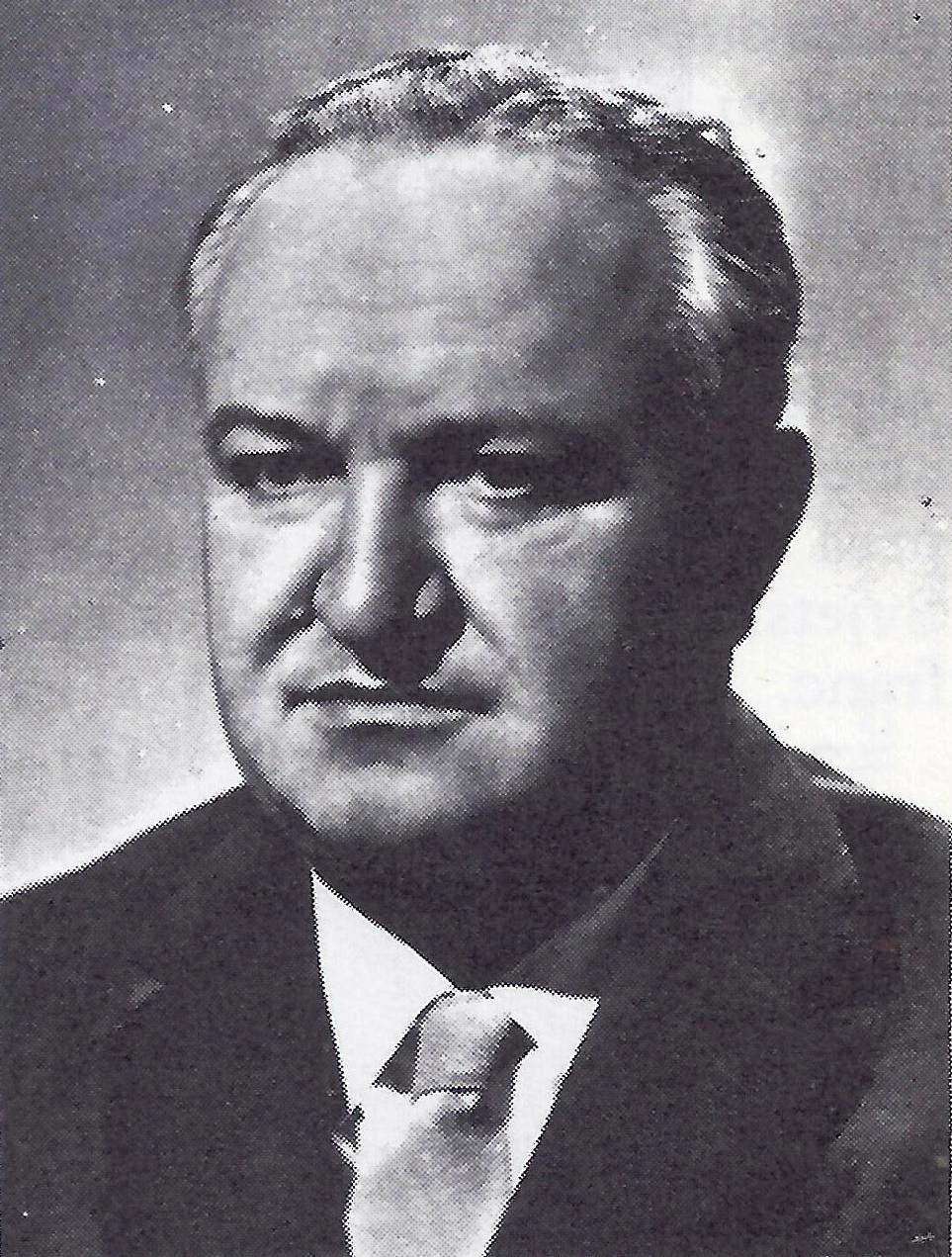
Vladimir Bakarić, o primeiro chefe de governo da RS da Croácia.

O primeiro chefe de estado da República Socialista da Croácia no pós-guerra foi Vladimir Nazor (na verdade, presidente do Presidium do Parlamento da República Popular da Croácia), que foi, durante a guerra, presidente do Conselho Estatal Antifascista para a Libertação Popular da Croácia (ZAVNOH), enquanto o primeiro chefe de governo foi Vladimir Bakarić. Ironicamente, embora os comunistas promovessem o federalismo, a Iugoslávia do pós-guerra era estritamente centralizada.  O órgão principal era o Politburo do Comitê Central do Partido Comunista da Croácia (a partir de 1952, a Liga dos Comunistas da Croácia), composto por cerca de dez pessoas. Seus membros eram designados para determinados campos: um controlava as forças armadas, outro o desenvolvimento do estado, um terceiro a economia etc. Aparentemente, o sistema de governo era a democracia representativa: as pessoas elegiam conselheiros e membros dos parlamentos. Entretanto, o verdadeiro poder estava nas mãos dos órgãos executivos. Os órgãos representativos (o Parlamento e vários conselhos a nível local e distrital) apenas serviam para dar legitimidade às suas decisões.  O partido que governou a RS da Croácia era o braço do Partido Comunista da Iugoslávia, o Partido Comunista da Croácia (KPH). Embora o partido tivesse um nome croata, seus membros eram apenas 57% croatas, além de 43% sérvios. A maioria dos membros eram camponeses e a maioria tinha formação mediana. 
Logo após ganharem o poder, os comunistas começaram a perseguir ex-funcionários do Estado Independente da Croácia para comprometê-los perante o público em geral. Em 6 de junho de 1946, o Supremo Tribunal da RS da Croácia condenou alguns dos principais funcionários do NDH, incluindo Slavko Kvaternik, Vladimir Košak, Miroslav Navratil, Ivan Perčević, Mehmed Alajbegović, Osman Kulenović e outros. Os comunistas também realizaram uma série de julgamentos-fantasma, grandes e pequenos, para lidar com o regime fascista do NDH. Além disso, os líderes locais dos partidos cívicos frequentemente “desapareciam” sem qualquer testemunha.  Os comunistas não só limparam os funcionários que trabalhavam para o NDH, mas também aqueles que apoiavam o Partido Camponês Croata e a Igreja Católica. 
O único grande partido cívico na Croácia, o Partido Republicano Camponês Croata, ficou ativo apenas alguns anos após a eleição, mas como um satélite do Partido Comunista. O confronto com as forças cívicas anticomunistas estimulou o centralismo e o autoritarismo do Partido Comunista. 
Quando assumiu o poder, Tito sabia que a maior ameaça ao desenvolvimento do comunismo na Iugoslávia era o nacionalismo. Por isso, os comunistas esmagariam até a menor forma de nacionalismo pela repressão. Os comunistas fizeram o maior esforço para esmagar o nacionalismo na Bósnia e Herzegovina e na Croácia e tentaram suprimir o ódio entre croatas, sérvios e muçulmanos, mas mesmo assim, seus maiores apoiadores nesse processo foram os sérvios locais. Em breve, os sérvios estavam sobrerrepresentados no Estado croata e bósnio e na liderança do partido. 

### Após a morte de Tito
Em 1980, Josip Broz Tito morreu. Dificuldades políticas e econômicas começaram a aumentar e o governo federal começou a ruir. O governo federal percebeu que não conseguiria pagar os juros de seus empréstimos e iniciou negociações com o FMI que continuaram por anos. As polémicas públicas na Croácia sobre a necessidade de ajudar as regiões pobres e menos desenvolvidas tornaram-se mais frequentes, uma vez que a Croácia e a Eslovénia contribuíram com cerca de 60 por cento desses fundos.  A crise da dívida, juntamente com a inflação crescente, forçou o governo federal a introduzir medidas como a lei cambial para os lucros das empresas exportadoras. Ante Marković, um croata bósnio que na época era o chefe do governo croata, disse que a Croácia perderia cerca de 800 milhões de dólares por causa dessa lei.  Marković se tornou o último chefe de governo da Iugoslávia em 1989 e passou dois anos implementando várias reformas econômicas e políticas. Os esforços de seu governo foram inicialmente bem-sucedidos, mas acabaram fracassando devido à instabilidade política incurável da RFSI.
As tensões étnicas estavam aumentando e resultariam no fim da Iugoslávia. A crescente crise no Kosovo, o memorando nacionalista da Academia Sérvia de Ciências e Artes, a ascensão de Slobodan Milošević como líder da Sérvia e tudo o mais que se seguiu provocaram uma reação muito negativa na Croácia. A rixa de cinquenta anos estava começando a ressurgir, e os croatas começaram cada vez mais a mostrar seus próprios sentimentos nacionais e a expressar oposição ao regime de Belgrado.
Em 17 de outubro de 1989, o grupo de rock Prljavo kazalište realizou um grande show para quase 250.000 pessoas na praça central da cidade de Zagreb. À luz das mudanças nas circunstâncias políticas, a música "Mojoj majci" ("Para minha mãe"), na qual o compositor aclama a mãe na música como "a última rosa da Croácia", foi levada a sério pelos fãs no local e em muitos outros lugares devido ao patriotismo expresso. Em 26 de outubro, o parlamento declarou o Dia de Todos os Santos (1º de novembro) feriado. 
Em janeiro de 1990, durante o 14º Congresso da Liga dos Comunistas da Iugoslávia, a delegação da Sérvia liderada por Milošević insistiu em substituir a política constitucional de 1974 que empoderava as repúblicas por uma política de "uma pessoa, um voto", o que beneficiaria a maioria da população sérvia. Isso fez com que primeiro as delegações eslovena e depois croata (lideradas por Milan Kučan e Ivica Račan, respectivamente) abandonassem o Congresso em protesto e marcou o ápice da ruptura do partido no poder. 
Os sérvios étnicos, que constituíam 12% da população da Croácia, rejeitaram a noção de separação da Iugoslávia. Os políticos sérvios temiam a perda de influência que tinham anteriormente por serem membros da Liga dos Comunistas na Croácia (que alguns croatas alegavam ser desproporcional). Memórias da Segunda Guerra Mundial foram evocadas pela retórica vinda da administração de Belgrado. Enquanto Milošević e sua camarilha surfavam na onda do nacionalismo sérvio pela Iugoslávia, falando sobre batalhas a serem travadas pela Sérvia, o emergente líder croata Franjo Tuđman retribuiu falando sobre tornar a Croácia um estado-nação. A disponibilidade da mídia de massa permitiu que a propaganda se espalhasse rapidamente e gerasse jingoísmo e medo, criando um clima de guerra. 
Em fevereiro de 1990, a RS da Croácia alterou o seu sistema constitucional para um sistema multipartidário. 
Em março de 1991, o Exército Popular Iugoslavo se reuniu com a Presidência da Iugoslávia (um conselho de oito membros composto por representantes de seis repúblicas e duas províncias autônomas) na tentativa de fazê-los declarar estado de emergência, o que permitiria ao exército assumir o controle do país. Representantes sérvios e de países dominados pelos sérvios (Montenegro, Voivodina e Kosovo), já em acordo com o exército, votaram a favor da proposta, mas como representantes da Croácia, Eslovênia, Macedônia e Bósnia votaram contra, o plano fracassou. O país moribundo ainda não tinha visto mais nenhuma tentativa da liderança sérvia de impor o plano de centralização do poder em Belgrado, mas devido à resistência de todas as outras repúblicas, a crise só piorou. 

### Transição para a independência
As eleições parlamentares croatas de 1990 foram realizadas em 22 de abril e 6 de maio de 1990. Após as primeiras eleições multipartidárias, ocorreu a criação de uma república constituinte baseada em instituições democráticas.
Após as primeiras eleições livres, em julho de 1990, o prefixo "socialista" foi abandonado e, a partir de então, a Croácia passou a ser denominada República da Croácia. 
Franjo Tuđman foi eleito presidente e seu governo embarcou num caminho rumo à independência da Croácia.

## Economia

### Modelo e teoria econômica
A economia da RSF Iugoslávia e, portanto, da República Socialista da Croácia foi inicialmente influenciada pela União Soviética. Como o Partido Comunista da Iugoslávia (PCI) era membro da Internacional Comunista, os comunistas iugoslavos pensavam que o caminho soviético para o socialismo era a única opção para criar um estado socialista. Nos primeiros anos da RSF da Iugoslávia, os membros comunistas reprimiram as críticas à União Soviética e nutriram simpatias por ela. 
No PCI, pensava-se geralmente que a propriedade estatal e o centralismo eram as únicas maneiras de evitar o colapso econômico e que, sem a propriedade estatal e o controle administrativo, seria impossível acumular vastos recursos, materiais e humanos, para o desenvolvimento econômico. Como todo país subdesenvolvido precisa de vastos recursos para começar a se desenvolver, e a Iugoslávia estava entre eles, os comunistas pensaram que essa era a única maneira de salvar a economia da Iugoslávia. Além disso, a sua ideologia incluía a eliminação do sector privado, pois pensavam que tal sistema económico era historicamente um desperdício. 

### Economia durante a guerra
O primeiro processo de nacionalização começou em 24 de novembro de 1944, quando os guerrilheiros iugoslavos despojaram os bens dos inimigos. As primeiras vítimas do confisco foram ocupantes e criminosos de guerra. Entretanto, pouco tempo depois, os bens de 199.541 alemães, toda a minoria alemã, incluindo 68.781 hectares de terra, também foram confiscados. Até ao fim da guerra, o Estado controlava 55% da indústria, 70% da mineração, 90% da metalurgia ferrosa e 100% da indústria petrolífera. 

### Renovação da economia
Na República Socialista da Croácia, os danos materiais e as perdas foram elevados. Na guerra, a República Socialista da Croácia perdeu 298.000 pessoas, 7,8% de sua população total. Por causa da guerra partidária de quatro anos, bombardeios, superexploração de matérias-primas e recursos agrícolas, e destruição de estradas e instalações industriais, o estado entrou no caos econômico. O campesinato que fornecia bens a todos os lados em conflito na guerra foi devastado e as perdas humanas também foram elevadas.  Os danos à indústria na Iugoslávia foram os piores da Europa, enquanto a RS da Croácia esteve entre as repúblicas mais danificadas da Iugoslávia, juntamente com a Bósnia e Herzegovina e o Montenegro.  A autoridade comunista precisava agir para evitar a fome, a desordem e o caos. A Iugoslávia carecia de trabalhadores qualificados, então a renovação da economia se baseou principalmente no trabalho voluntário em massa. O recrutamento para trabalho voluntário foi realizado com propaganda prometendo um futuro comunista melhor, especialmente para membros de guerrilheiros e jovens iugoslavos. Outro segmento desses trabalhadores era composto por aqueles que temiam a perseguição, principalmente opositores do regime comunista e colaboradores nazistas. Eles se voluntariaram para escapar da perseguição. Um terceiro segmento da força de trabalho era constituído por prisioneiros de guerra, que realizavam os trabalhos mais difíceis. 
A distribuição de alimentos e materiais necessários para a indústria dependia da rápida reconstrução de estradas danificadas. A ferrovia Zagreb-Belgrado estava em reconstrução dia e noite, então o primeiro trem a viajar por essa ferrovia depois da guerra o fez no final de junho de 1945. Os campos minados também tiveram de ser limpos. 
Embora as relações entre os países ocidentais e a Iugoslávia fossem tensas, uma ajuda significativa ao povo da Iugoslávia veio da UNRRA, uma agência de ajuda americana formada como um braço das Nações Unidas. Eles distribuíram comida, roupas e sapatos, o que ajudou o país a evitar a fome em massa. Entre 1945 e 1946, a UNRRA distribuiu 2,5 milhões de toneladas de mercadorias, principalmente alimentos,  no valor de 415 milhões de dólares americanos. Esse valor era igual ao dobro das importações do Reino da Iugoslávia em 1938, ou 135% de suas receitas fiscais. Acredita-se geralmente que a UNRRA alimentou e vestiu cerca de 5 milhões de pessoas. 

### Reforma agrária

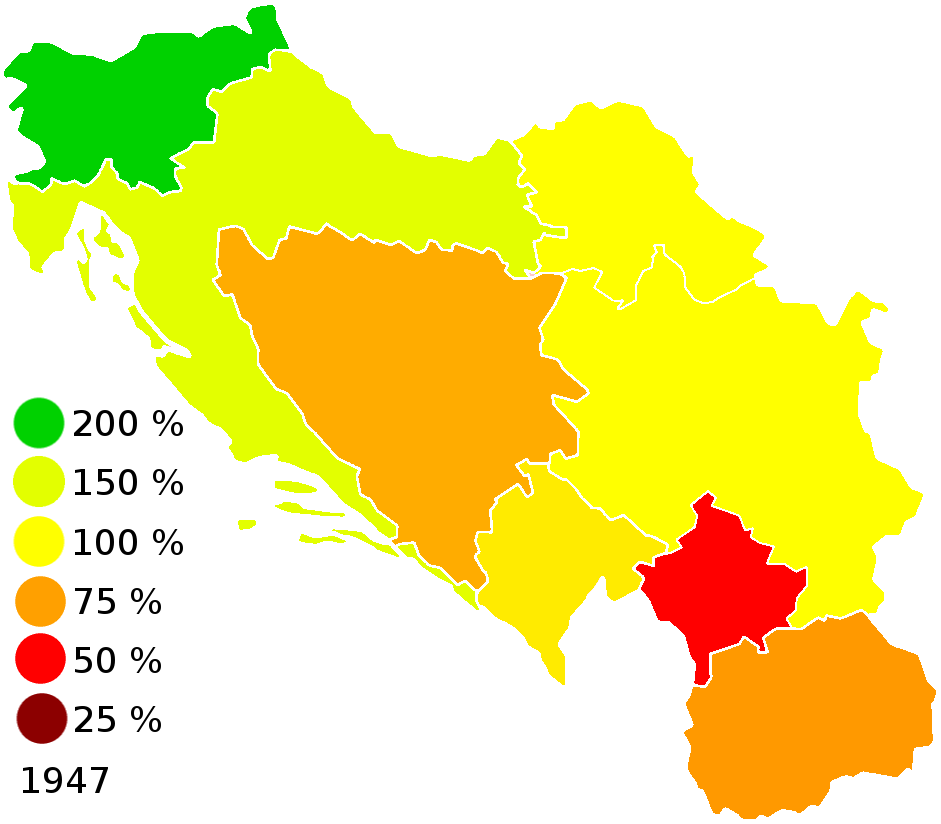
Mapa mostrando o desenvolvimento econômico das repúblicas iugoslavas em 1947 (desenvolvimento médio de 100%).

Ao mesmo tempo que perseguiam os inimigos políticos, as autoridades comunistas realizavam a Reforma Agrária,  reforma realizada em 23 de agosto de 1945.  Esse processo incluiu a desapropriação de cidadãos ricos e camponeses. A Reforma Agrária mudou as relações de propriedade das propriedades agrícolas. Terras com mais de 35 acres foram tomadas de seus proprietários. Quase metade das terras tomadas foram transformadas em áreas agrícolas (propriedade estatal), enquanto a outra metade foi dada a camponeses pobres. Essa reforma também incluiu a colonização na República Socialista da Croácia, onde pessoas das chamadas áreas deprimidas se mudaram para áreas das quais os Volksdeutsche haviam sido expulsos. Na RS da Croácia, a colonização ocorreu na Eslavônia, enquanto os colonos eram camponeses pobres, principalmente sérvios croatas e bósnios.  Também foi efetuado o confisco de propriedades; as pessoas que comercializavam durante a guerra foram declaradas aproveitadoras da guerra e, com isso, o Estado ganhou fábricas, bancos e grandes lojas. 
Os comunistas também introduziram uma nova forma de distribuição de produtos agrícolas. Para abastecer as pessoas que viviam nas cidades, eles introduziram o resgate desses produtos. A política de distribuição baseava-se na ideia de que o segmento trabalhador da sociedade deveria ter vantagem em quantidade e diversidade de bens sobre o segmento parasitário e não trabalhador. Isto levou ao desenvolvimento de mercados negros e especulação. 
O passo seguinte na implementação da Reforma Agrária foi a nacionalização dos grandes bens da burguesia.  Em 28 de abril de 1948, quando as pequenas lojas e a maioria dos artesanatos foram nacionalizados, o setor privado na República Socialista da Croácia foi liquidado até o fim; de 5.395 lojas privadas, apenas 5 permaneceram ativas. Esta decisão foi uma faca de dois gumes: enquanto a parte pobre da sociedade ficou satisfeita com ela, a grande maioria da população estava resistente e pronta para a revolta.  Assim como na União Soviética, o Estado controlava toda a economia, enquanto o livre comércio era proibido em favor do planejamento central. Devido a isso, o Estado iniciou uma distribuição racional de bens de primeira necessidade, que eram distribuídos entre a população com base em remessas, enquanto os consumidores ganhavam uma certa quantidade de certificados a cada mês pela compra de uma certa quantidade de certos bens, incluindo alimentos, roupas e sapatos. 
Na primavera de 1949, o estado introduziu altos impostos sobre as economias dos agricultores privados, os quais eles não conseguiam pagar. Isso os forçou a entrar nos sindicatos camponeses, formados com base nos colcozes soviéticos. Desta forma, o Estado introduziu a coletivização forçada das aldeias.  Essa coletivização logo decepcionou os camponeses pobres, que obtiveram suas terras de graça no processo de desapropriação dos camponeses ricos. Embora os comunistas pensassem que a colectivização resolveria o problema da alimentação, pelo contrário, a colectivização criou a chamada “Crise do Pão” em 1949.  O processo de desapropriação na Iugoslávia durou de meados de 1945 até o final de 1949. Foi o processo de desapropriação mais rápido, mesmo em comparação com os estados comunistas da Europa de Leste. 
Para esse processo, o estado precisava de um grande número de funcionários que fossem membros do Partido Comunista, recebendo ordens do Politburo, deixando assim a república iugoslava sem qualquer poder na economia. A economia de uma república dependia das decisões tomadas pelo Politburo em Belgrado, tornando assim a Iugoslávia um estado estritamente centralizado.  Além disso, a liquidação do sector privado, a limpeza do aparelho estatal e dos altos funcionários e a sua substituição por partisans semi-educados, a redução drástica do fosso entre os pagamentos dos ministros e dos trabalhadores (3:1), e a emigração e as mortes da classe burguesa levaram ao desaparecimento da classe média na estrutura social, o que teve um efeito negativo na vida social. 

### Industrialização

#### Plano Quinquenal

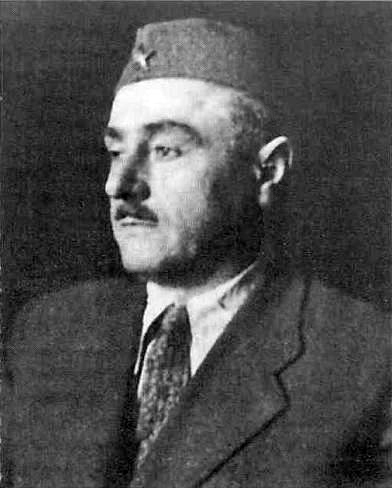
Andrija Hebrang, 4º Secretário do Partido Comunista da Croácia, um dos criadores do Plano Quinquenal

A industrialização foi o processo mais significativo no desenvolvimento económico da RS da Croácia, uma vez que os comunistas promoveram a industrialização como o principal factor de rápido desenvolvimento.  Após o processo de renovação, iniciou-se o processo de industrialização e eletrificação com base no modelo soviético.  Toda a economia, a criação de um sistema e a formulação da estratégia de desenvolvimento no Plano Quinquenal ficaram a cargo de Andrija Hebrang. Como presidente do Conselho Econômico e presidente da Comissão de Planejamento, Hebrang era responsável por todos os ministérios que lidavam com a economia. Ao lado de Tito, Edvard Kardelj e Aleksandar Ranković, foi a pessoa mais influente da Iugoslávia. Como chefe de toda a economia, Hebrang concluiu seu Plano Quinquenal no inverno de 1946-47, que foi aprovado pelo governo na primavera de 1947. Por falta de conhecimento, o Plano copiou o modelo soviético. As fábricas que foram construídas mais rapidamente foram as fábricas que estavam no setor da indústria pesada e militar, das quais as mais conhecidas na RS da Croácia foram "Rade Končar" e "Prvomajska". 
No Plano Quinquenal, Hebrang queria aumentar a produção industrial em cinco vezes e a produção agrícola em 1,5 vezes, aumentar o PIB per capita em 1,8 vezes e as receitas nacionais em 1,8 vezes. O plano também incluiu o aumento de trabalhadores qualificados, de 350.000 para 750.000. Para a RS da Croácia, foi decidido que sua produção industrial precisava ser aumentada em 452%. O rápido desenvolvimento da indústria exigiu um grande número de trabalhadores, então, de 461.000 trabalhadores em 1945, em 1949 havia 1.990.000 trabalhadores. Em 17 de janeiro de 1947, Kardelj declarou ao Comitê Central do Partido Comunista da Croácia que a Iugoslávia seria industrialmente mais forte que a Áustria e a Tchecoslováquia. Tanto Kardelj quanto Bakarić defendiam o desenvolvimento da indústria leve, em vez da ideia de Hebrang de uma indústria que serviria à agricultura. O Plano Quinquenal foi de facto exagerado; este plano não dispunha de pessoal qualificado, de mercado (colocação) e de capital; mesmo assim, o Estado continuou com a sua implementação. 
Em todo o país, o estado construiu os locais, e todos os projetos de industrialização e eletrificação foram feitos com a propaganda de que a população teria menos pobreza e desemprego. O desemprego de fato foi reduzido, no entanto, os novos funcionários não eram treinados para seus trabalhos, então muitos objetos foram construídos lentamente e muitos deles nem chegaram a ser construídos. Seguindo as visões atuais do Partido Comunista, o papel de liderar a economia foi dado às direções-gerais, como um elo entre os ministérios e a liderança do Partido. Com sua implementação, o estado ganhou ainda maior controle sobre a economia. As empresas tinham personalidade jurídica própria; porém, não dispunham de autonomia operacional, pois estavam, como órgãos estatais, sob controlo estatal. 

## Religião
A maioria dos moradores eram católicos romanos e aproximadamente 12% da população eram cristãos ortodoxos do Patriarcado Sérvio, com um pequeno número de outras religiões. Devido às relações tensas entre a Santa Sé e as autoridades comunistas iugoslavas, nenhum novo bispo católico foi nomeado na República Popular da Croácia até 1960. Isto deixou as dioceses de Križevci, Đakovo-Osijek, Zadar, Šibenik, Split-Makarska, Dubrovnik, Rijeka e Poreč-Pula sem bispos durante vários anos.  A partir de meados da década de 1950, havia apenas quatro bispos empossados na Croácia em três dioceses: Aloísio Stepinac, Franjo Salis-Seewiss, Mihovil Pušić e Josip Srebrnič.
Muitos padres acusados de colaboração com os Ustaše e o Eixo durante a Segunda Guerra Mundial foram presos após o fim da guerra em meio a conflitos entre a Igreja Católica e as Potências Aliadas, incluindo o Arcebispo de Zagreb, Aloísio Stepinac. Aloísio Stepinac foi preso em 16 de setembro de 1946. Ele foi condenado a dezesseis anos de prisão, mas em dezembro de 1951 foi libertado para prisão domiciliar em sua casa em Krašić, perto de Jastrebarsko, onde morreu em 1960.  Stepinac foi feito cardeal em 1953 pelo Papa Pio XII.

## Símbolos

Bandeira usada durante a Segunda Guerra Mundial e no início do período pós-guerra (1943–47)
Emblema usado durante a Segunda Guerra Mundial e no início do período pós-guerra (1943–47)
Bandeira da RS da Croácia (1945–1990)
Emblema da RS da Croácia (1947–1990)
Bandeira usada em 1990, antes da adoção da atual bandeira nacional
Brasão usado em 1990, antes da adoção do brasão atual